# Prionurus microlepidotus
Prionurus microlepidotus är en fiskart som beskrevs av Lacépède, 1804. Prionurus microlepidotus ingår i släktet Prionurus och familjen Acanthuridae. IUCN kategoriserar arten globalt som livskraftig. Inga underarter finns listade i Catalogue of Life.